# Episodi di George e Mildred (seconda stagione)
La seconda stagione della serie tevelivisa George e Mildred è andata in onda sulla rete inglese ITV dal 14 novembre al 26 dicembre 1977. La stagione, in Itali, è andata in onda su Rai 2 dal 13 al 25 ottobre 1979 (episodi 1-4 e 6), il 1º gennaio 1980 (episodio 7) e il 2 febbraio 1981 (episodio 5). Durante la messa in onda italiana, non viene rispettato l'ordine di produzione degli episodi.
| n° | Titolo originale               | Titolo italiano             | Prima TV Regno Unito | Prima TV Italia |
| -- | ------------------------------ | --------------------------- | -------------------- | --------------- |
| 1  | Jumble Pie                     | Tutto sesso, siamo inglesi! | 14 novembre 1977     | 22 ottobre 1979 |
| 2  | All Around the Clock           | L’ora illegale              | 21 novembre 1977     | 23 ottobre 1979 |
| 3  | The Travelling Man             | Pensione familiare          | 28 novembre 1977     | 24 ottobre 1979 |
| 4  | The Unkindest Cut of All       | A lume di candela           | 5 dicembre 1977      | 13 ottobre 1979 |
| 5  | The Right Way to Travel        | Vacanze di gruppo           | 12 dicembre 1977     | 2 febbraio 1981 |
| 6  | The Dorothy Letters            | Non tradirmi con Dorothy!   | 19 dicembre 1977     | 25 ottobre 1979 |
| 7  | No Business Like Show Business | La sera della prima         | 26 dicembre 1977     | 1º gennaio 1980 |

## Tutto sesso, siamo inglesi!
- Titolo originale: Jumble Pie
- Diretto da: Peter Frazer-Jones
- Scritto da: Johnnie Mortimer, Brian Cooke

### Trama
Mildred dona delle vecchie riviste di giardinaggio al mercatino di beneficenza parrocchiale, non sapendo che al fondo dello scatolone in cui sono contenute vi sono riviste per adulti. George e Mildred si precipitano al mercatino per riprendersele.

## L’ora illegale
- Titolo originale: All Around the Clock
- Diretto da: Peter Frazer-Jones
- Scritto da: Johnnie Mortimer, Brian Cooke

### Trama
È il giorno dell'anniversario di matrimonio, per George e Mildred, e George regala a Mildred un piccolo orologio da tavolo. Nel frattempo i Fourmile, rientrati da una breve vacanza, scoprono che il loro appartamento è stato svaligiato. Tra gli oggetti rubati vi è un orologio da tavolo, e Mildred sospetta che lo strano individuo che ha venduto a George l'orologio da lui regalatole possa trattarsi del ladro.

## Pensione familiare
- Titolo originale: The Travelling Man
- Diretto da: Peter Frazer-Jones
- Scritto da: Johnnie Mortimer, Brian Cooke

### Trama
George decide di affittare una stanza, come aveva fatto in passato (vedi Un uomo in casa). Mildred è contraria, ma quando si presenta un elegante e attraente uomo d'affari per ottenere la stanza, cambia immediatamente idea.

## A lume di candela
- Titolo originale: The Unkindest Cut of All
- Diretto da: Peter Frazer-Jones
- Scritto da: Johnnie Mortimer, Brian Cooke

### Trama
Mildred invita sua sorella Ethel e suo cognato Humphrey a cena. Nel pomeriggio dello stesso giorno si presenta a casa Roper un funzionario della società elettrica che interrompe la fornitura, in quanto George non ha pagato la bolletta. George si vede quindi costretto a escogitare un modo per ottenere l'elettricità.

## Vacanze di gruppo
- Titolo originale: The Right Way to Travel
- Diretto da: Peter Frazer-Jones
- Scritto da: Johnnie Mortimer, Brian Cooke

### Trama
Mildred vorrebbe andare in vacanza a Maiorca, mentre George preferirebbe andare a Blackpool, come tutti gli anni. Il costo del viaggio è elevato, ma c'è un modo per risparmiare: aderire a un gruppo. Il gruppo che organizza il viaggio a Maiorca è però quello del Partito Conservatore, e George, convinto sostenitore del Partito Laburista, non ne vuole sapere.

## Non tradirmi con Dorothy!
- Titolo originale: The Dorothy Letters
- Diretto da: Peter Frazer-Jones
- Scritto da: Johnnie Mortimer, Brian Cooke

### Trama
Mildred, facendo ordine, tra le vecchie cose di George trova un pacco di lettere d'amore indirizzate a una non meglio precisata Dorothy. Interrogato sul fatto, George si rifiuta di dare spiegazioni, atteggiamento che porta a una piccola crisi di coppia. Ann Fourmile, che desidera avere un secondo figlio, effettua un test di gravidanza risultato negativo; Jeffrey, per evitare rischi, vorrebbe compiere un intervento di vasectomia.

## La sera della prima
- Titolo originale: No Business Like Show Business
- Diretto da: Peter Frazer-Jones
- Scritto da: Johnnie Mortimer, Brian Cooke

### Trama
Jeffrey Fourmile è il regista/produttore di una piccola compagnia teatrale amatoriale, che per le feste natalizie mette in scena la storia di Cenerentola. Mildred vorrebbe partecipare, e nonostante le venga assegnata la parte di una delle sorellastre cattive, accetta volentieri. Purtroppo il giorno precedente la messa in scena, Mildred contrae l'influenza; viene chiesto a George di sostituirla, visto che l'ha aiutata a studiare la parte, e lui in un primo tempo rifiuta, ma quando il cognato Humphrey gli dice che talvolta in sala siedono dei talent scout, George comincia a fantasticare un futuro nello Show Business e accetta.